# Култура Албаније
Албанска култура или култура Албанаца (алб. kultura shqiptare) је појам који оличава уметничке, кулинарске, књижевне, музичке, политичке и друштвене елементе који су репрезентативни за Албанце. Албанску културу значајно је обликовала географија и историја Албаније, Косова, делова Црне Горе, делова Северне Македоније и дела северне Грчке. Израсла је из палеобалканских култура, укључујући протоалбанску, илирску, трачку, дачанску, са њиховим паганским веровањима и специфичним начином живота у шумовитим пределима далеке јужне Европе. На албанску културу такође су утицали стари Грци, Римљани, Византинци и Османлије.
Назив „Албанац“ потиче од илирског племена Албана и њихове престонице у Албанополису коју је Птоломеј забележио у античко доба. Раније су Албанци своју државу називали Арберија или Арбенија и називали су се Арбереши или Арбенези до шеснаестог века као топоними од Албанија или Шћипнија. Ендоними Шћиптари или Шћиптаре постепено су заменили Арбере и Арбереше. Термини Албанија и Албанци популарно се тумаче као „Земља орлова“ и „Деца орлова“/„Људи орлова“.
Албанци се могу културно и лингвистички раздвојити у две групе као што су северни Геги и јужни Тоски. Линија разграничења између обе групе, заснована на дијалекту, је река Шкумба која прелази Албанију са истока на запад. Изван Албаније, гегијским углавном говоре Албанци са Косова, северозападне Северне Македоније, Црне Горе и Хрватске (Арбанаси). С друге стране, тоскијским говоре Албанци Грчке (Арванити, Чам), југозападне Северне Македоније и јужне Италије (Арбереше). Различитост између Гега и Тоска може бити значајна, обе стране се снажно идентификују са заједничком националном и етничком културом.
Дом муслимана и хришћана, верска толеранција је једна од најважнијих вредности традиције албанског народа. Опште је прихваћено да су Албанци добро познати о тим вредностима, о мирној коегзистенцији међу верницима различитих верских заједница у земљи.
Захваљујући својој дугој историји, Албанија је дом многих вредних споменика као што су остаци Бутринта, средњовековни градови Берат и Ђирокастра, римски амфитеатар у Драчу, илирске гробнице и тврђава Баштова. Други примери значајног доприноса архитектури могу се наћи у Аполонији, Билису, Аманцији, Феници, Скадру и многим другим.
Упркос томе што је мала земља, Албанија има три локалитета на Унесковој листи светске баштине и један елемент нематеријалне културне баштине. Бератски кодекси су од изузетног значаја за светску заједницу, а такође и за развој античке библијске, литургијске и хагиографске књижевности. Због тога је 2005. године уписан у Унесков регистар Памћење света.

## Животни стил

### Канун
Канун, свеобухватну компилацију албанских традиционалних обичаја и културних пракси, кодификовао је Лека Дукађин у средњем веку. Научници су претпоставили да је Канун могао произаћи из илирских племенских закона, док други сугеришу да је задржао елементе из индоевропских праисторијских епоха. Канун посебно одражава историјски развој Албанаца кроз његову историју и обухвата прави статут који регулише различите аспекте живота, укључујући обичаје, традицију и мудрост у Албанији.
Беса, „одржати обећање“, је албански кодекс части и главна компонента албанске културе. То је један од највиших и најважнијих концепата Кануна са моралном и етичком конотацијом. Термин садржи дату реч или испуњење обећања или обавезе и загарантовани договор између часних људи.

### Племена
Традиционална албанска друштвена структура заснована је на племенима које карактерише заједничка култура, често заједничко порекло и заједничке друштвене везе. У прошлим временима већина њих је бранила своју територију и интересе од других кланова и спољних сила. Албанско племенско друштво јасно се искристалисало у планинама северне Албаније и суседним областима Црне Горе, а било је присутно иу мање развијеном систему у јужној Албанији. Један од посебнијих елемената албанске племенске структуре је њена зависност од кануна Леке Дукађина. Према истраживачима, ова друштвена структура је наслеђена од старих Илира, и напредовала је до раних година 20. века, да би остала углавном нетакнута до доласка на власт комунистичког режима 1944. године.

### Ода
Ода је типична велика соба у албанској традиционалној кући коју домаћин користи за примање и забаву гостију. Традиционално, домаћин и гости у оди су старци и ожењени мушкарци. Све до краја 20. века женама и младићима није било дозвољено да уђу у просторију. У оди мушкарци разговарају, воде политичке дискусије и певају епске песме до касних сати. Током ода „седања“, историјски догађаји и традиција се преносе усмено кроз разговоре и песме.

### Кухиња
Албанска кухиња, представник медитеранске кухиње, развијала се кроз векове друштвених и економских промена и што је још важније односила се на различите факторе који стоје у блиској интеракцији једни са другима као што су мала и планинска територија земље са нетакнутим шумама, уске долине, простране равнице и повољна клима која нуди одличне услове за раст разноврсног поврћа, зачинског биља и воћа.
Храна је за Албанце важна компонента њихове културе и дубоко је укорењена у историји, традицији и вредностима земље. Традиције кувања албанског народа су разнолике. Маслиново уље је најчешће коришћена биљна маст у албанској кухињи, која се производила од антике широм земље, посебно дуж обале.
Албанска кухиња користи различите састојке који укључују ширу доступност поврћа као што су тиквице, патлиџан, паприке, парадајз, краставци, кромпир, купус и спанаћ, као и житарице попут пшенице, кукуруза, јечма и ражи. Биље и зачини укључују оригано, менту, бели лук, лук и босиљак. Широко распрострањене врсте меса су јагњеће, јареће, говеђе, телеће, пилеће и друга живина и свињетина. С обзиром на директну близину мора, специјалитети од морских плодова су посебно популарни дуж албанске обале Јадранског и Јонског мора.
Гостопримство је основни обичај албанског друштва и сервирање хране је саставни део угошћавања гостију и посетилаца. Није ретко да посетиоци буду позвани да једу и пију са мештанима. Средњовековни албански кодекс части, назван Беса, резултирао је бригом о гостима и странцима као чин признања и захвалности.

### Религија
Хришћанство, ислам и јудаизам су традиционалне религије Албаније. Устав проширује слободу вероисповести на све грађане и влада генерално поштује ово право у пракси. Албанија се одувек сматрала јединственом земљом у погледу вере, а верска толеранција је једна од главних карактеристика Албанаца.
Хришћанство има дугу и богату историју у земљи по којој припада једној од најстаријих земаља хришћанства. Сматра се да је још у време апостола у Драчу било око седамдесет хришћанских породица. Апостол Павле је био оснивач Драчке архиепископије док је проповедао у Илирији и Епиру. У једанаестом веку, Албанци се први пут појављују у византијским изворима и тада су већ били потпуно христијанизовани.
Историја јудаизма у земљи може се пратити до класичног доба. Јеврејска миграција из Римског царства сматра се највероватнијим извором првих Јевреја на територији земље. Можда је први пут стигао у Албанију у првом веку пре нове ере. Они су изградили прву синагогу у Саранди почетком петог века. У шеснаестом веку постојала су јеврејска насеља у већини већих градова као што су Берат, Елбасан, Валона, Драч, као и у региону Косова. Албанија је била једина земља током Холокауста у Европи у којој је јеврејско становништво доживело пораст. После масовне емиграције у Израел након пада комунистичког режима, данас је у земљи остало само 200 албанских Јевреја. Године 2010. нова синагога „Хечал Шломо“ почела је да пружа услуге јеврејској заједници у Тирани.
Ислам је први пут стигао у регион у деветом веку, када су муслимански Арапи извршили рацију на источно Јадранско море. У петнаестом веку, ислам се појавио као већинска религија током векова османске владавине, иако је остала значајна хришћанска мањина. Након проглашења независности 28. новембра 1912. године, албански републикански, монархијски, а касније и комунистички режим водили су систематску политику одвајања вере од званичних функција и културног живота. Албанија никада није имала званичну државну религију, ни као република, ни као краљевина.

## Уметност

### Сликарство
У петнаестом веку, током османске инвазије, многи Албанци су мигрирали са тог подручја да би избегли различите друштвено-политичке и економске тешкоће. Међу њима су средњовековни сликари Марко Басаити и Виктор Карпачи, вајар и архитекта Андреа Николе Алекси и колекционар уметности Алесандро Албани из породице Албани. Османско царство је владало земљом и већим делом Балкана скоро пет векова. Овај утицај је апсорбован и реинтерпретиран опсежном изградњом џамија која је отворила нови део у албанској уметности, исламску.
У деветнаестом веку почиње значајна ера за албанску уметност. Велики ослободилачки чинови почевши од Призренске лиге 1878. године, који су довели до независности 1912. године, створили су климу за нови уметнички покрет, који ће реалистичније одражавати живот и историју, а импресионизам и реализам су дошли до доминације.
Савремена албанска уметничка дела обухватају борбу свакодневних Албанаца, међутим нови уметници користе различите уметничке стилове да пренесу ову поруку. Албански уметници настављају да померају уметност напред, док њихова уметност и даље остаје изразито албанска по садржају. Иако је међу албанским уметницима постмодернизам уведен релативно скоро, постоји велики број уметника и дела познатих на међународном нивоу.

### Народна ношња
Традиционална албанска одећа развила се као резултат дугих процеса. Забележена историја одеће сеже у класична времена. Обухвата више од две стотине различитих облика одеће у целој Албанији и суседним земљама, укључујући Албанце на Косову, Западној Северној Македонији, Јужној Црној Гори, Италији и Грчкој.
Сваки културни и географски регион Албаније има своју специфичну одећу која је посебно шарена и богата детаљима. Ношње су често украшене паганским симболичким елементима Илира, између осталог сунца, орлова, месеца, звезда и змија, али претежно украсом цик-цак и концентричним круговима, који се налазио у античко доба широм Балкана, али и у народним ношњама других балканских народа.
Ова одећа се најчешће носи у вези са посебним догађајима и прославама, углавном на етничким фестивалима, верским празницима, свадбама и плесним групама. Неки конзервативни старци и жене углавном из високих северних као и јужних земаља носе ту традиционалну одећу у свом свакодневном животу.
Традиционална албанска одећа, игра и фолклор приказују се на неколико фестивала, укључујући и Ђирокастра национални фестивал фолклора у Ђирокастри, Софра Дардане сваког јуна у Бајрам Цурију, Ода Дибране у Пешкопији, Логу и Бјешкеве сваког августа у Климентима, и многи други фестивали у различитим градовима.

### Музика
Албанска музика је веома разнолика и потиче од њених аутохтоних звукова и наслеђа. Народна музика је истакнути део националног идентитета са великим стилским разликама између традиционалне музике северних Гега и јужних Лабса и Тоска. Северна и јужна традиција су у супротности са грубим и херојским тоном севера и опуштеним обликом југа. Албанска народна музика је била утицајна у суседним областима као што су Косово, Грчка, Бугарска и Турска, где живи значајан број Албанаца.
Гегови су познати по изразитој разноликости певане епске поезије. Многе песме говоре о древној историји земље и сталним албанским темама части, гостопримства, издаје и освете. Насупрот томе, Тоск музика је мека и нежна, и полифона по природи. Посебно, албанска изополифонија са југа је проглашена Унесковом нематеријалном културном баштином човечанства.
Традиција црквеног певања извођена је током средњег века на територији земље од стране хорова или солиста у црквеним центрима као што су Берат, Драч и Скадар. Средњи век у Албанији обухвата хорску музику и традиционалну музику. Шен Јан Кукузели, певач, композитор и музички иноватор албанског порекла, један је од најранијих познатих музичара.
Албанија је доживела још један талас западног културног утицаја, који је довео до развоја многих раније непознатих појава. Најживописнији пример је албанска рок, хип хоп и поп музика, а неки извођачи су стекли међународно признање албанског порекла из Албаније, Косова или албанске дијаспоре, као што су Екшн Бронсон, Ава Макс, Биби Рекса, Дуа Липа, Ера Истрефи, Ељвана Ђата, Дафина Зећири, Алберт Станај, G4SHI, Ермал Мета, Енца, Ноизи и Рита Ора.
Класична музика је постала изузетно популарна у деветнаестом и двадесетом веку и била је позната чак иу најруралнијим деловима земље. Дефинисано је напетостима између класичног композитора Мартина Ђоке, заједно са Фан Нолијем и Микелом Колићијем, који су прихватили национални идентитет и додали верске и народне елементе својим композицијама. Најугледнији албански сопрани и тенори стекли су и међународно признање, међу најпознатијима су Инва Мула, Мари Краја, Саимир Пиргу и Ермонела Јахо.

### Плес
Албанци имају богату традицију игара са великом разноликошћу кореографија и стилова који се разликују у региону углавном због чињенице да је Албанија земља са разноликом топографијом па су се развиле различите варијанте плеса. Неколико плесова је древно иу извесној мери постоји и данас. Плесови Албанаца, посебно Гегова са севера, имају више соло карактер од оних из јужних Тоска који имају више друштвеног карактера, израженог у линијским и полукружним играма.

## Традиције венчања
Хаљина муслиманске невесте одликује се својом елеганцијом и транспарентношћу, док се католичке одликују разним бојама. Католичку хаљину невесте карактеришу сликовити ефекти и хармонија. Постоје две врсте муслиманских венчаница. Једна је обрађена на "шајаку" (великом комаду вуне) и са флоралним мотивима обрађена "гајтаном" (врста ужета) црним памуком, понекад помешаним са зеленим. Други је обрађен од истог материјала али црвене боје. За разлику од првих, овде су мотиви обогаћени пуним бојама. Разлика између ове две хаљине у томе што на првој хаљини мотиви заузимају целу површину, на другој заузимају мали део напред и позади. Ове хаљине имају појас обрађен златним и зрнатим огрлицама у црвеној, ружичастој, наранџастој боји стварајући све заједно топлу површину. Овде су мотиви веома мали.

### Хаљина католичке скадранске невесте
Хаљина је од провидно беле, сјајне, меке, која се простире по целом телу, а намењена је да сугерише спокој и топлу чистоту. Овај концепт традиције је постигнут белом основног материјала и златним концем преко. Хаљину сачињавају "барнавеке": нека врста веома дугих панталона које изгледају као сукња.

### Паја
У обредним песмама се именују различити елементи који садрже „паја” девојке, а то су добра која родитељи дају ћерки да носи, да опреми кућу, поклоне за мужа и блиске рођаке. Елементи се обично праве ткањем одеће помоћу разбоја. Припремање "паје" за родитеље невесте представља задовољство што подразумева и испуњавање обавеза према ћерки.

### Дунтија
„Дунтија“ у Скадру означава поклоне које младожења спрема за невесту током веридби, углавном одећу, накит, златни накит и трикове, који јој се шаљу неколико дана пре венчања. Поред оних које добија породица његовог оца, млада узима много поклона од младожење и његове породице. Дунтију припрема младожењина породица која треба да уложи много пажње, труда и новца у њу. На тај начин се показује љубав и поштовање према младој невести, којој поклони бивају уручени, као и према свом сину који се жени. Дунтија представља породицу у економском и естетском смислу.

## Језик
Албански је најраспрострањенији језик у Албанији. Има два главна различита дијалекта: Тоск који се говори на југу и Гег који се говори на северу. Чини се да је географска линија раздвајања ових дијалеката река Шкумба. Штавише, албански дијалекти су традиционални локални варијетети и потичу до различитих албанских племена.
Албански је индоевропски језик и заузима самосталну грану унутар ове породице. Научници и лингвисти тврде да албански потиче од древног илирског језика, којим су у западном делу Балканског полуострва говорила илирска племена.
Данас се тим језиком првенствено говори на Косову, у Северној Македонији, Грчкој и Црној Гори. Због велике албанске дијаспоре широм света, вековима старе заједнице које говоре албанским дијалектима могу се наћи посебно раштркане у Грчкој (Арванитика, Чам), Италији (Арбереше), јужној Србији и у Хрватској (Арбанаси). Међутим, укупан број говорника је много већи од изворних говорника у Јужној Европи. Четири дијалекта укључују: тоски албански, гег албански, арбереш и арванитика. Већина Албанаца говори више језика, говоре многе регионалне и стране језике као што су грчки, италијански, српско-хрватски, енглески и други.

### Митологија
Митологију Албаније чине митови, легенде, фолклор, бајке и богови албанског народа. Многи ликови у митологији укључени су у Песме граничних ратника (алб. Këngë Kreshnikësh or Cikli i Kreshnikëve). Подељен је у две велике групе као што су легенде о метаморфози и историјске легенде. Албанска митологија води порекло од старих Илира, који су насељавали модерну област Албаније у класично време. Неке од легенди, песама и ликова су Барда, Балоз, Е Букура е Деут, Е Букура е Кијелит, Ен, Перенди, Пренде, Томор и Зана е малит.

### Књижевност
Културна ренесанса је пре свега изражена кроз развој албанског у области црквених текстова и публикација, углавном католичког региона на северу, али и источне православне цркве на југу. Протестантске реформе ојачале су наду у развој локалног језика и књижевне традиције када је свештеник Гјон Бузуку превео католичку литургију на албански, покушавајући да за албански учини оно што је Лутер учинио за немачки.
Данас је најпознатији савремени писац у Албанији Исмаил Кадаре, рођен 1936. године, чији су романи преведени на 45 језика. Својим романима Генерал мртве војске (1963), Опсада (1970), Хроника у камену (1971), Мост са три лука (1978), Сломљени април (1980), Досије о Х. (1981), Палата снова (1981), Пирамида (1992); и Наследник (2002), Кадаре је албанску књижевност увео у главне токове модерне европске књижевности.

## Архитектура
Архитектура Албаније један је од најважнијих доказа албанске историје, културе и идентитета. Њено порекло сеже до антике, што је потврђено бројним археолошким налазима. Задржала је своја оригинална својства, али се виде и елементи римске, старогрчке, византијске, венецијанске, отоманске и западне архитектуре.

## Образовање
Образовни систем у Албанији је секуларни. Стопа писмености одраслог становништва износи 96%. Основно образовање је обавезно (разреди 1-9), али већина ученика наставља образовање и завршава барем средњу школу (разреди 10-12). Ученици морају да прођу матурске испите на крају 9. и 12. разреда како би наставили даље школовање. Постоји око 5.000, углавном државних школа у земљи, а академска година је подељена у два семестра. Школска година почиње у септембру и завршава се крајем маја или почетком јуна. Постоје државни и приватни универзитети широм земље, као и онлајн универзитет - WORLDWIDE University, који нуди образовање из различитих струка.